# Ou Sampor
Ou Sampor es una comuna (khum) del distrito de Malai, en la provincia de Banteay Mean Chey, Camboya. En marzo de 2008 tenía una población estimada de 4955 habitantes.
Se encuentra ubicada al noroeste del país, a poca distancia de la frontera con Tailandia y del río Siem Reap (cuenca hidrográfica del lago Sap (Tonlé Sap).